# 费希塔县
费希塔县（Landkreis Vechta）是德國下薩克森州西部的一個縣，首府费希塔。

## 市鎮
- 迪默爾湖畔達默
- 丁克拉格
- 洛訥
- 費希塔
- 巴庫姆
- 戈爾登施泰特
- 霍爾多夫
- 諾伊恩基興-弗爾登
- 施泰因費爾德（英语：Steinfeld, Lower Saxony）
- 菲斯貝克